# 1120-е годы
1120-е (ты́сяча сто двадца́тые) го́ды по юлианскому календарю — промежуток времени с 1 января 1120 года по 31 декабря 1129 года, включающий 1120 год 2-го десятилетия   и с 1121 по 1129 годы    3-го десятилетия XII века 2-го тысячелетия.  Они закончились 896 лет назад.

## События

### 1120

#### Азия
- Управляющий оживлённым портом Цюаньчжоу, Фудзянь, Империя Сун, доложил о том, что население его города достигло 500 000 человек.
- Август — сентябрь (восьмой месяц китайского календаря) — Ваньянь Сиинь заканчивает дизайн первой версии Чжурчжэньского письма.

#### Европа
- 16 января — Наблусский собор устанавливает первые письменные законы крестовых походов Иерусалимского королевства
- 17 июня — Битва при Кутанде: Арагонская армия Альфонсо I Воителя разбивает альморавидскую армию Ибрагима ибн Юсуфа[1]

- 25 ноября — «Белый корабль» потерпел крушение в проливе Ла-Манш около Барфлёра. Среди 300 утонувших был и 17-летний сын английского короля Генриха I Вильгельм Аделин
- Постройка Кафедрального собора Лландкаффа в Кардиффе, Уэльс
- Основание Фрайбурга в Германии
- Под предводительством Абу Абд Аллаха Ибн Маймума и Исы Ибн Майума, Альморавиды начали атаку на испанское христианское Королевство Галисия[2]

### 1121
- 12 августа — Дидгорская битва: Грузинский король Давид IV Строитель с армией в 56 000 человек победил Западно-сельджукский султанат во главе с Илгази

### 1122
- Вормсский конкордат (1122), завершивший борьбу за инвеституру (противоборство между папством и императорами Священной Римской империи вокруг права вводить в должность епископов).